# صادرات لحوم البقر الأمريكية في كوريا الجنوبية

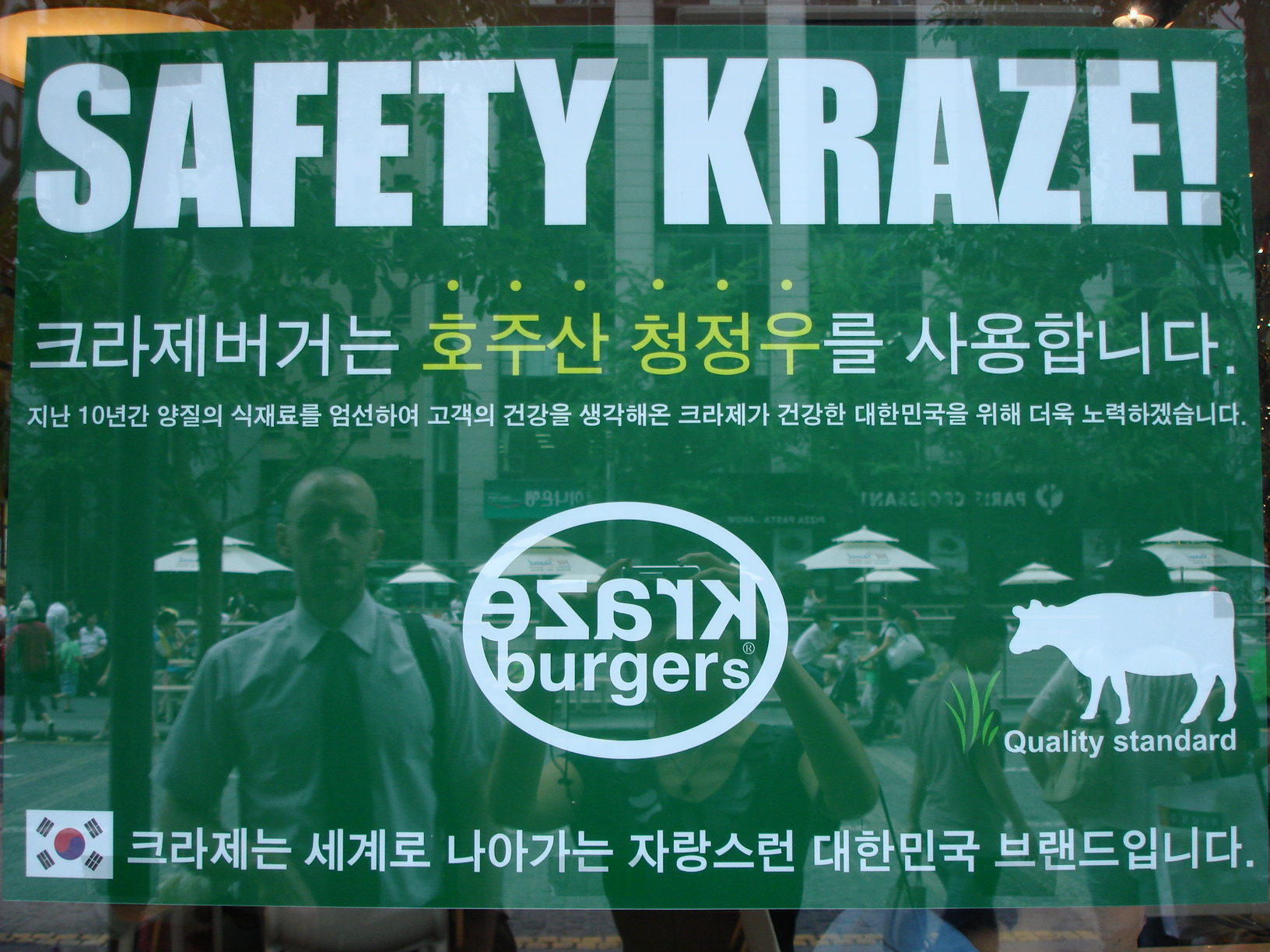
لافتة لمطعم وجبات سريعة في سول عام 2008 يؤكد للزبائن بأنهم يستخدمون لحوم بقر «نظيفة» من أستراليا.

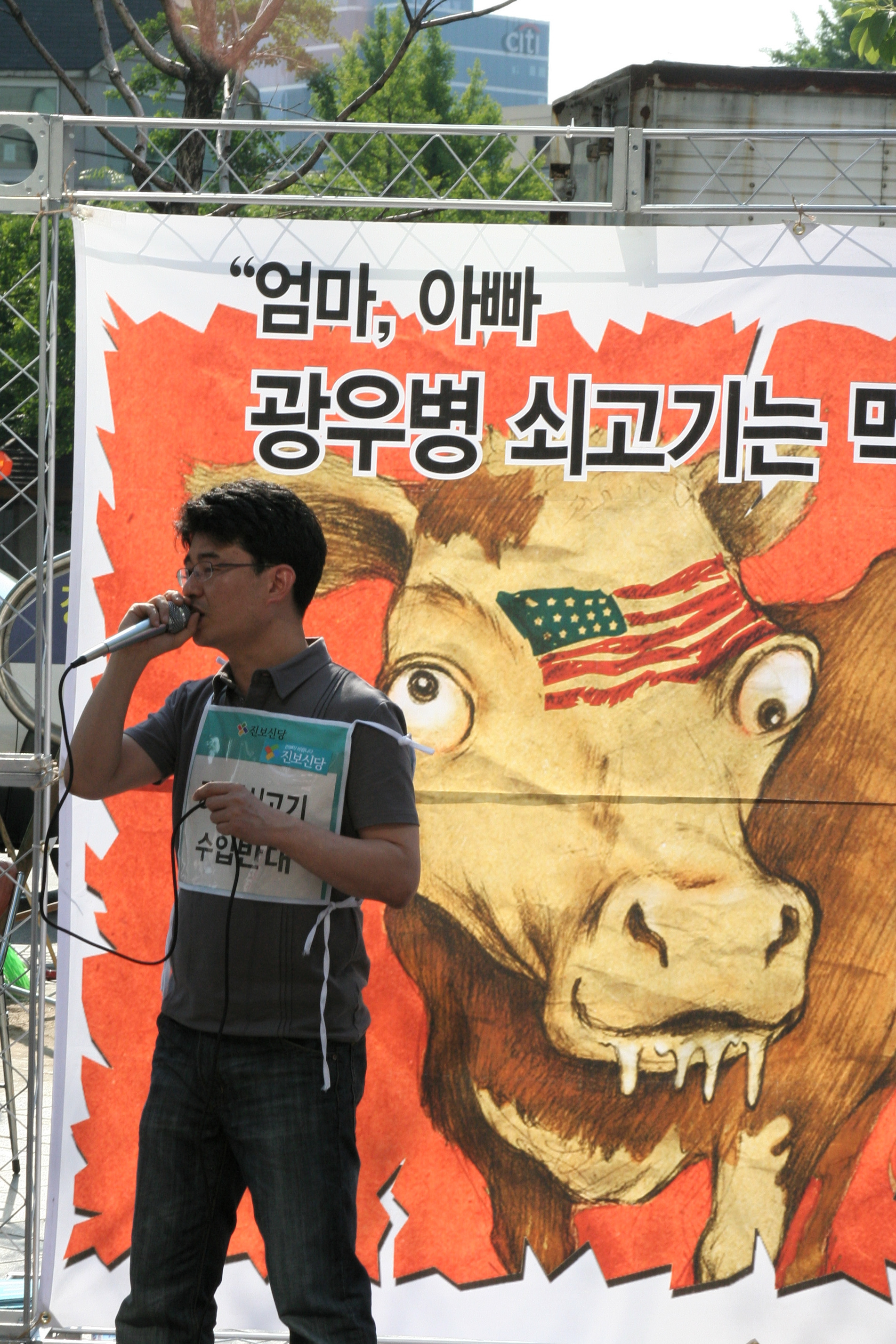
جانب من المظاهرات المناوئة لاستيراد لحوم البقر الأمريكية في كوريا الجنوبية بتاريخ 11 مايو عام 2008.

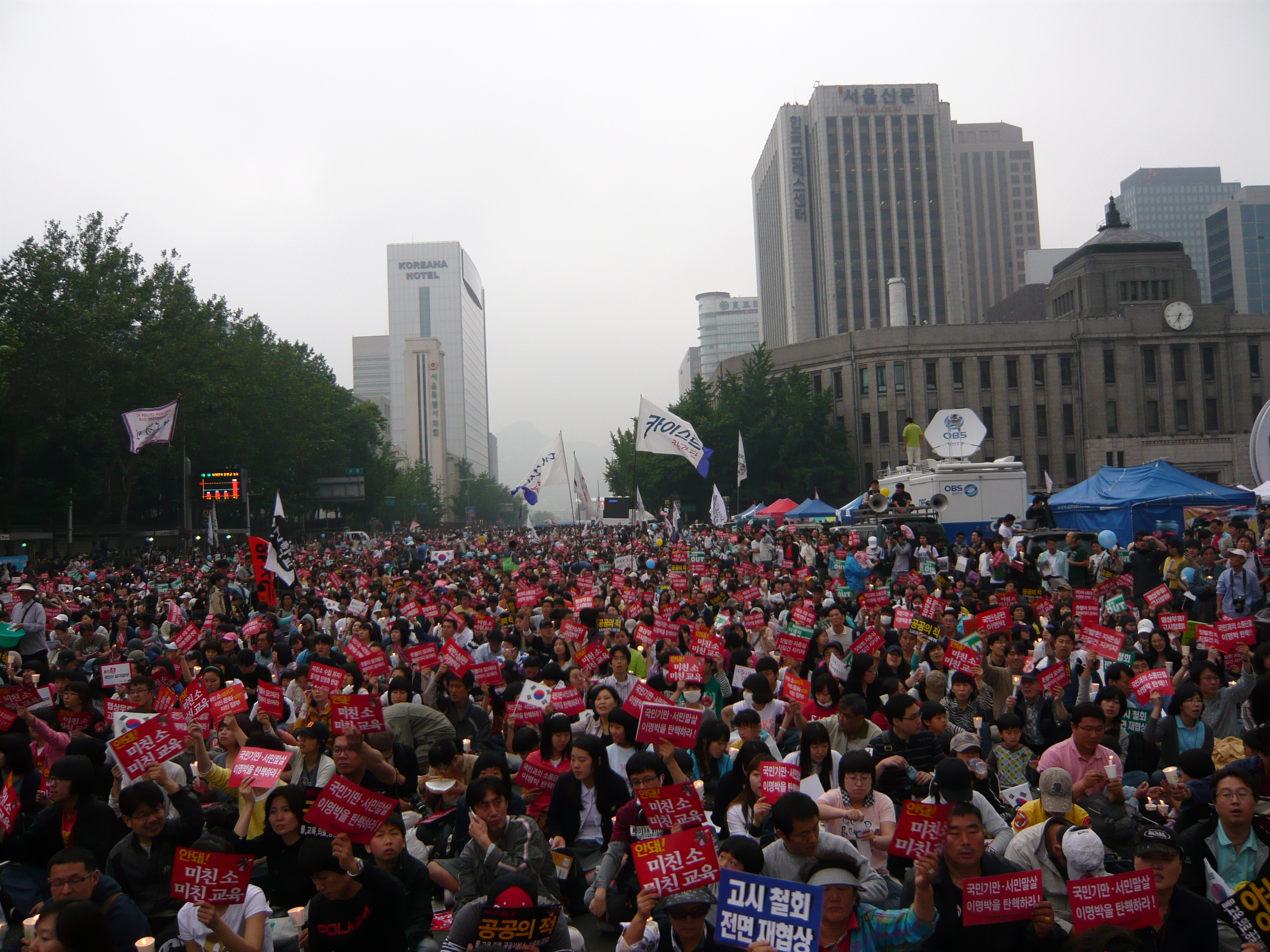
مظاهرة حاشدة في وسط سول بتاريخ 6 يونيو عام 2008 احتجاجاً على استئناف استيراد لحوم البقر من الولايات المتحدة.

بلغت قيمة صادرات لحوم البقر الأمريكية في كوريا الجنوبية  504 مليون دولار أمريكي في حوزة قطاع صناعة لحوم البقر في الولايات المتحدة عام 2010. فقد فُرِضَ حظر على استيراد لحوم البقر الأمريكية في كوريا الجنوبية وفي دول أخرى عام 2003، على أثر اكتشاف حالة إصابة بداء جنون البقر في الولايات المتحدة. وكانت كوريا الجنوبية حينذاك ثالث أكبر مستهلك لصادرات لحوم البقر الأمريكية، حيث بلغت قيمة الواردات السوقية 815 مليون دولار. واستؤنفت عمليات الاستيراد أخيراً في شهر يوليو من عام 2008 بعد عدة محاولات باءت بالفشل لإعادة فتح السوق الكورية، وهو ما أدى إلى اندلاع احتجاجات ضخمة في كوريا الجنوبية عام 2008. أضحت كوريا الجنوبية عام 2010، مجدداً ثالث أكبر مستورد للحوم البقر في الولايات المتحدة عالمياً.

## حظر الاستيراد

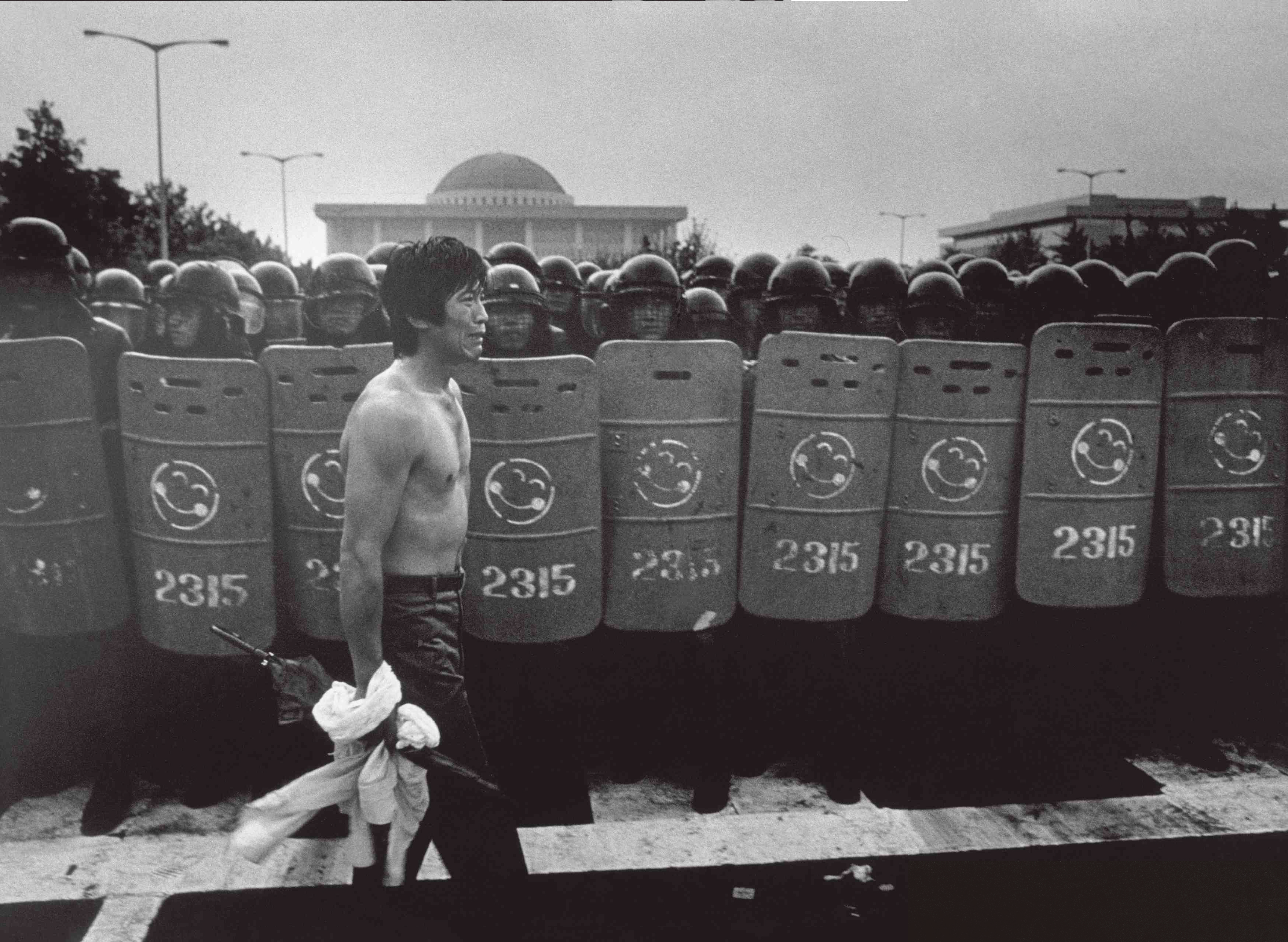
مزارع يجهش بالبكاء أمام الجمعية الوطنية خلال احتجاج لمربي الماشية في كوريا الجنوبية (18 يوليو 1988)

فرضت الحكومة الكورية الجنوبية حظراً صادرات لحوم البقر الأمريكية في عام 2003 عندما اكتشفت وجود حالة مصابة بجنون البقر في ولاية واشنطن شمال غربي الولايات المتحدة. وبحلول عام 2006، أكدت وزارة الزراعة الأمريكية مجموعه ثلاث حالات من الأبقار المصابة بمرض جنون البقر، اثنتان على المستوى المحلي وأخرى مستوردة من كندا. في ذلك الوقت، كانت كوريا الجنوبية ثالث أكبر مشتر لصادرات اللحم البقري الأمريكي، بقيمة سوقية تقدر بـ 815 مليون دولار. فشلت المحاولة المبكرة لإعادة فتح السوق الكورية في خريف عام 2006 عندما اكتشفت الحكومة الكورية رقائق العظام في الشحنة. كما فشلت المحاولات المتفرقة في العام التالي لأسباب مماثلة.

## الاحتجاجات
عارض مزارعو لحوم البقر والناشطون المحليون إعادة فتح السوق أمام الولايات المتحدة طوال فترة الحظر، مدعين أن لحوم البقر الأمريكية سوف تسبب مرض جنون البقر. وعندما حاول متجر «Lotte Department Store» بيع لحوم الأبقار الأمريكية في يوليو 2007، اقتحم ناشطون محليون المتجر وألقوا بروث البقر على عمال المخازن، وأنهوا استئناف المبيعات. وعندما تولى الرئيس إي ميونغ باك منصبه في فبراير عام 2008، كان من المتوقع على نطاق واسع تخفيف الحظر المفروض على لحوم الأبقار الأمريكية كجزء من عملية التصديق على اتفاقية التجارة الحرة بين الولايات المتحدة وكوريا الجنوبية التي أبرمها سلفه روه موو هيون. وأدت محاولة لي ميونغ باك لإعادة فتح الأسواق الكورية لواردات لحوم البقر الأمريكية إلى اندلاع أكبر احتجاجات مناهضة للحكومة في تاريخ البلاد منذ 20 عامًا بالإضافة للاحتجاجات المناهضة لاتفاقية التجارة الحرة.